# Turdinule de Sumatra
Gypsophila rufipectus
Espèce
Statut de conservation UICN

 LC  : Préoccupation mineure
La Turdinule de Sumatra (Gypsophila rufipectus) est une espèce de passereaux de la famille des Pellorneidae.

## Répartition
Elle est endémique de Sumatra en Indonésie.

## Habitat
Elle habite les forêts humides tropicales et subtropicales.